# 太田裕子
太田 裕子（おおた　ゆうこ、本名：八重樫 裕子（やえがし ゆうこ、旧姓：太田）、1957年4月26日 - ）は、日本の元スピードスケート選手である。北海道出身。
駒大苫小牧高校在学中の1976年、インスブルックオリンピック代表に選出、1000m20位、1500m24位、3000m19位の成績を残した。
高校卒業後王子製紙に入社、結婚して姓が久慈に代わった後、1979年の第48回全日本スピードスケート選手権大会総合優勝。
1980年1月の世界オールラウンド選手権では総合16位。レークプラシッドオリンピック代表に選出されたが、1000m25位、1500m23位、3000m25位に終わった。